# Novembre 1938

## Événements
- La Hongrie annexe le sud de la Slovaquie.
- Mussolini revendique la Corse, la Savoie et Nice et Hitler une partie des colonies françaises.
- Le prix Nobel de la paix est attribué à l'Office International Nansen pour les Réfugiés.
- Création du Volksbund en Hongrie, ligue nazie attirant la minorité allemande.
- En un mois, la Tchécoslovaquie a perdu 4,8 millions d’habitants, dont un quart sont tchèques et slovaques, un tiers de ses territoires et un quart de son potentiel industriel.

- 2 novembre : 
  - La Hongrie récupère des territoires slovaques.
  - Le Royaume-Uni reconnaît officiellement l’Empire italien.

- Du 2 au 13 novembre : 
  - les Décrets-lois de Paul Reynaud, ministre des finances, au motif du redressement économique et financier de la France, remettent en cause les acquis de 1936 : abolition de la semaine de 40 heures (durée hebdomadaire de travail portée à 48 heures), rétablissement du rendement, réduction du taux de paiement des heures supplémentaires, augmentation des impôts sur les salaires et la consommation.

- 3 novembre : le gouvernement japonais précise sa « doctrine du nouvel ordre en Asie orientale ».

- 6 novembre : gouvernement slovaque autonome de Jozef Tiso. Gouvernement autonome de Ruthénie d’André Brody.

- 7 novembre : assassinat d'Ernst vom Rath troisième conseiller de l'ambassade d'Allemagne à Paris par Herschel Grynszpan.

- 9 novembre : Nuit de Cristal. 191 synagogues ont été incendiées, 76 ont été démolies et 7500 commerces juifs ont été détruits en Allemagne.

- 10 novembre : mort de Mustafa Kemal Atatürk. İsmet İnönü lui succède le lendemain comme président de Turquie.

- 12 novembre : 
  - Décret-loi sur les étrangers : création d'une carte de travail pour les étrangers, autorisation de l'assignation à résidence et de l'internement des étrangers susceptibles de porter atteinte à la sécurité, et ouverture de « centres spéciaux » pour permettre « une surveillance permanente ». les décrets traitant du contrôle et de la surveillance des étrangers sont promulgués en France (Journal officiel, pp. 12920-12923). Dans le second décret, sont définis comme « étrangers indésirables » ceux dont les titres de séjour ne sont pas en règle et qui ne disposent pas d’un contrat de travail dûment signé avec une entreprise précise. Une sous-catégorie est prévue pour les apatrides. Ils doivent être dirigés dans des centres spéciaux pour y être surveillés en permanence[1].
  - Les Juifs allemands sont contraints de payer un milliard de Reichmarks à titre de dédommagement pour l’assassinat de Ernst vom Rath, à supporter la réparation des dégâts et sont exclus de toute activité commerciale, des professions libérales, des directions administratives et industrielles et sont expropriés.

- 14 novembre : échec des négociations sur le nouveau tracé des frontières entre la Hongrie et la Tchécoslovaquie.

- 15 novembre : 
  - Retraite des républicains espagnols sur l'Ebre.
  - Départ des brigades internationales (35 000 hommes). Suspension de l’aide militaire soviétique aux Républicains.

- 17 novembre : première législation italienne contre les Juifs.

- 23 novembre : début de l’offensive franquiste en Catalogne.

- 24 novembre : 
  - Entretiens entre Chamberlain et Daladier : ni la Nuit de Cristal ni les conséquences des accords de Munich n’infléchissent la politique étrangère d’apaisement.
  - Union soviétique : Lavrenti Beria prend la tête du NKVD.

- 28 - 30 novembre : première liaison entre Berlin et Tokyo, soit 14 228 km. Le vol de la Lufthansa qui passe notamment par Basra, Karachi, puis Hanoi, rejoint sa destination en 46 heures et 18 minutes. L'appareil est un Fw 200 V1 Condor.

- 30 novembre : 
  - Pour protester contre les mesures économiques d’assouplissement de la législation sociale, la CGT appelle à la grève générale. La répression est brutale : 500 condamnations a des peines de prisons (jusqu'à 18 ans), sanction de fonctionnaires et d'agents de services publics, fermetures d'entreprises par le patronat, avec le « lock-out » pour près de 400 000 salariés. Éclatement définitif du Front populaire.
  - Roumanie : Le chef de la Garde de fer, Corneliu Zelea Codreanu, est emprisonné et exécuté. Le parti continu son action terroriste.

## Naissances
- 2 novembre : 
  - Sofía de Grèce et de Danemark.
  - Richard Serra, sculpteur américain († 26 mars 2024).
- 5 novembre : Joe Dassin, chanteur américain d’expression française († 20 août 1980).
- 9 novembre : Philippe Gueneley, évêque catholique français, évêque de Langres.
- 10 novembre :
  - Olivier de Berranger, évêque catholique français, évêque émérite de Saint-Denis († 23 mai 2017).
  - Giacomo de Pass, peintre, sculpteur, lithographe, dessinateur italien.
  - Fethullah Gülen, penseur et écrivain musulman.
  - Nieves Navarro (Susan Scott), actrice espagnole.
- 12 novembre : 
  - Jim Leon, peintre britannique († 14 janvier 2002).
  - Benjamin Mkapa, Homme d'État Tanzanien président de la république unie de Tanzanie de 1995 à 2005 († 23 juillet 2020).
  - Mort Shuman, compositeur, chanteur et acteur américain († 2 novembre 1991).
- 16 novembre : 
  - Igaal Niddam, réalisateur, directeur de la photographie et scénariste suisse.
  - Walter Learning, acteur, réalisateur et scénariste canadien († 5 janvier 2020).
- 17 novembre : Gordon Lightfoot, poète et chanteur († 1er mai 2023).
- 19 novembre : 
  - Ted Turner, créateur de la chaîne CNN et du réseau TBS.
  - Neil Cameron, homme politique anglo-québécois († 19 décembre 2019).
- 20 novembre : Colin Fox, acteur canadien.
- 23 novembre : Herbert Achternbusch, Cinéaste, écrivain et peintre allemand († 13 janvier 2022).
- 26 novembre : Rich Little, acteur et producteur.
- 30 novembre : Jean Eustache réalisateur et acteur de cinéma († 5 novembre 1981).

## Décès
- 10 novembre : Mustafa Kemal Atatürk, président de la Turquie.
- 21 novembre : Leopold Godowsky, pianiste polonais naturalisé américain (° 13 février 1870).
- 29 novembre : Angelo Fortunato Formiggini, philosophe et éditeur italien (° 21 juin 1878).